# Acetylcysteïne
Acetylcysteïne is een vrij verkocht geneesmiddel dat ingezet wordt als mucolyticum om ingedikt slijm bij aandoeningen van de luchtwegen dunner te maken zodat het gemakkelijker opgehoest kan worden. Acetylcysteïne wordt gebruikt bij de behandeling van 'chronische obstructieve longziekten' (COPD) zoals chronische bronchitis en longemfyseem, mucoviscidose (taaislijmziekte) en acute aandoeningen van de luchtwegen zoals longontsteking en tuberculose. Het middel wordt onder verschillende merknamen op de markt gebracht. Toedieningsvormen zijn inhalator, bruistabletten, granulaten en poeders. 
Acetylcysteïne wordt ook intraveneus toegepast als antidotum na een overdosis paracetamol. In dat geval is het een bron van cysteïne die nodig is in de detoxificatie van het bij een overdosis paracetamol ontstane N-Acetyl-p-benzoquinoneimine (NAPBQI).
Acetylcysteïne is een in de lijst van essentiële medicijnen van de WHO opgenomen stof.